# シラノ (レーダー)
シラノ（フランス語: Cyrano）は、フランスのトムソン-CSF社（現在のタレス社）が開発したレーダーのファミリー。

## バリエーション
下記のようなバリエーションが順次に開発された。またエリクソン社によるライセンス生産版はPS-02/Aとしてサーブ 35 ドラケンに搭載された。
シラノI
ミラージュIIICに搭載
シラノII
ミラージュIIIEに搭載（1961年に初飛行）
シラノII B
空対空モードをなくしたもの
シラノIII
暫定仕様、実用化されず
シラノIV
ミラージュF1に搭載
シラノIV M
エグゾセの運用能力を付加したもの
シラノIV M3
デジタル化したもの。ベネズエラ空軍のミラージュ50EV/DVに搭載
シラノV
RDM(en)としてミラージュ2000Cに搭載
その後、RDMをもとに対地攻撃機能などを付与したマルチモード・レーダーとしてRDY(en)も開発された。

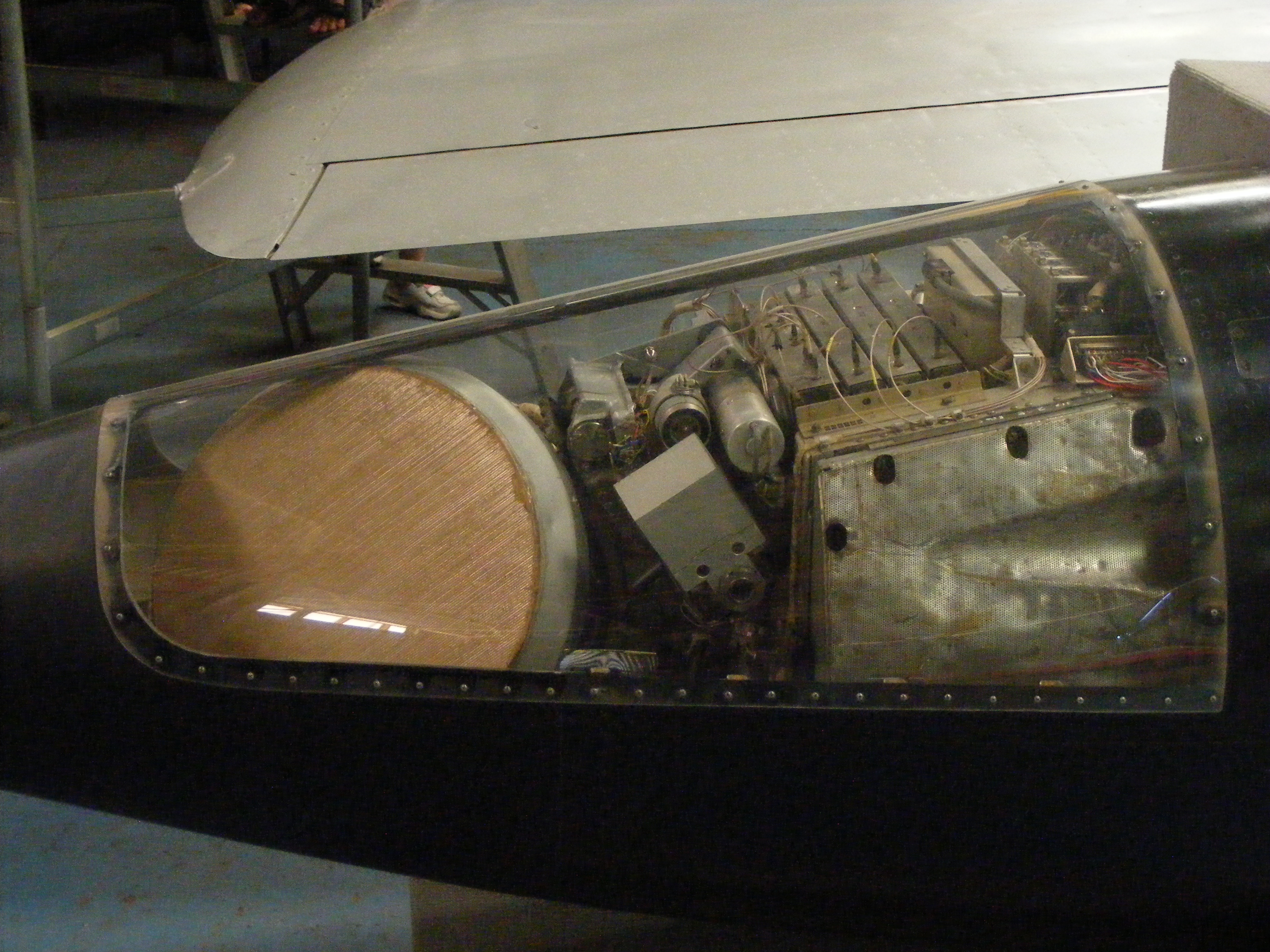
ミラージュIIIOの機首に搭載されたシラノIIレーダー。
アデレード、パラフィールド空港内、古典ジェット戦闘機博物館（Classic Jets Fighter Museum）の展示品

イスラエル空軍のミラージュIIICJに搭載されたシラノIは第三次中東戦争で実戦投入されたが、ルックアップ状況においてすら追尾が不安定であるなど、信頼性に問題があり、パイロットからは極めて不評であった。